# Lijst van burgemeesters van Altena
Dit is een lijst van burgemeesters van de Nederlandse gemeente Altena in de provincie Noord-Brabant.
Deze gemeente ontstond op 1 januari 2019 door het samengaan van de gemeenten Aalburg, Werkendam en Woudrichem.
| Ambtsperiode | Naam burgemeester           | Partij of stroming | Bijzonderheden |
| ------------ | --------------------------- | ------------------ | -------------- |
| 2019 - 2019  | Marcel (M.A.) Fränzel       | D66                | waarnemend     |
| 2019 - heden | Egbert (E.B.A.) Lichtenberg | CDA                |                |